# Dan Zama Koira
Dan Zama Koira (auch: Danzama Koira, Dan Zam Koira, Zam Koira) ist ein Stadtviertel (französisch: quartier) im Arrondissement Niamey II der Stadt Niamey in Niger.

## Geographie
Dan Zama Koira befindet sich am nordöstlichen Rand des urbanen Gemeindegebiets von Niamey. Die angrenzenden Stadtviertel sind Koira Tagui im Nordwesten, Nord Faisceau im Westen, Nord Lazaret im Südwesten und Cité Député im Südosten. Das Stadtviertel liegt wie der gesamte Norden von Niamey in einem Tafelland mit einer weniger als 2,5 Meter tiefen Sandschicht, wodurch nur eine begrenzte Einsickerung möglich ist.

## Geschichte
Das Stadtviertel entstand zu Beginn des 21. Jahrhunderts. Die Stadtverwaltung von Niamey führte im Zeitraum von 2000 bis 2004 hier wie in sieben weiteren Randgebieten Parzellierungen durch und verkaufte die Grundstücke.

## Bevölkerung
Bei der Volkszählung 2012 hatte Dan Zama Koira 11.707 Einwohner, die in 2065 Haushalten lebten.

## Wirtschaft
Bei Dan Zama Koira wird Ackerbau betrieben.